# Kalcium-benzoát
A kalcium-benzoát (E213) a benzoesav kalciumsója, melyet az élelmiszeriparban tartósítószerként alkalmaznak, mert alacsony pH-értéknél az esetlegesen az élelmiszerbe került penészgombák, élesztőgombák, és egyes baktériumok szaporodását megakadályozza.
Felhasználják a savas élelmiszerek, mint például a gyümölcslevek (citromsavtartalom miatt), üdítőitalok (foszforsavtartalom miatt), savanyúságok (ecet miatt), és más élelmiszerek tartósításához.